# Pulau Tekong

Localització de Pulau Tekong, a l'est del mapa.

Pulau Tekong és la segona illa més gran de l'estat insular de Singapur. Actualment compta amb 24,43 km², molt per sota dels 697 de l'illa principal, Pulau Ujong. L'illa s'ubica al nord-est de l'arxipèlag, aproximadament a només 1,5 km de la costa de Malàisia, a l'estat de Johor. L'extensió de l'illa, com gairebé totes les de Singapur, va variant en el temps a conseqüència de la política de terreny guanyat al mar que aplica el país.
Històricament, Pulau Tekong fou una zona de pas i d'intercanvi comercial entre els habitants de Singapur i els de Johor. Al nord de l'illa hi ha una extensió de manglar relativament silvestre que és refugi de biodiversitat. Actualment, l'illa està destinada exclusivament a diversos serveis de l'exèrcit de Singapur: centres formatius i camps d'entrenament.